# Gruppförsäkring
En gruppförsäkring innebär att en arbetsgivare eller fackförbund gör upp ett gruppavtal med ett enda försäkringsbolag. Med gruppförsäkring kan man teckna olika försäkringar såsom livförsäkring, sjukkapitalförsäkring samt sjuk- och olycksfallsförsäkring för avtalspartnerns sambo.